# Usopp
 (juillet 2014).
 (juillet 2014).
- Si vous ne connaissez pas le sujet, laissez ce bandeau (vous pouvez alors contacter les auteurs).
- Si vous supprimez le contenu mis en cause (vous pouvez préalablement contacter les auteurs),

argumentez précisément cette suppression dans la page de discussion
(un manque de référence n'est pas un argument ; une recherche réelle de référence doit avoir été effectuée, être formellement documentée).
Pour les articles homonymes, voir Pipo.
Usopp (ウソップ, Usoppu), connu anciennement sous le nom Pipo dans la première version française du manga en France, car Uso (ウソ) prononcé "usso" en japonais signifie mensonge, Usopp est également surnommé « Sniperking, le roi des snipers » (狙撃の王様そげキング, Sogeki no Ō-sama Sogekingu), est un personnage de fiction appartenant à la franchise médiatique japonaise One Piece créée par Eiichirō Oda. Membre de l'équipage de Monkey D. Luffy, il occupe le poste de canonnier et de charpentier avant l'arrivée de Franky dans l'équipage.

## Conception et création

### Apparition
Usopp fait sa première apparition dans le troisième tome du manga One Piece. Dans un sondage effectué par Oricon en 2007, Usopp atteint la dixième place des personnages méritant une série dérivée, et la cinquième place des personnages anime les plus appréciés.

## Biographie fictive
Usopp est le fils de Yasopp, un pirate qui fait partie de l'équipage du capitaine Shanks le roux. Il grandit seul dans le village de Sirop sur East Blue avec sa mère. Comme tous ceux qui entrent dans 
l'équipage de Luffy, il a eu une enfance difficile. Luffy le nomme au poste de canonnier de l'équipage. Il s'occupe aussi de l'entretien du navire. Il a créé l'emblème de l'équipage de Luffy, un Jolly Roger classique coiffé d'un chapeau de paille. 
Après l'Arc de Skypiea, l'équipage met le cap vers Water Seven, l'île des charpentiers. Alors que le Vogue Merry est définitivement hors d'état de fonctionner, Usopp se fâche avec Luffy qui veut acheter un nouveau navire. Il finit par quitter l'équipage. Il erre alors dans Water Seven et tente malgré tout de réparer son navire. Il est arrêté par le CP9 avec Franky. Usopp est libéré par Sanji, il revient vers l'équipage sous l'identité de Sniperking, de l'île des snipers.
Lors de l'arc Sabaody et de la séparation de l'équipage, il est envoyé sur une île de l'archipel des Boyn. Usopp rencontre Heracles. Ils vont sympathiser. Lorsqu'il apprend les événements de Marine Ford, il fait tout pour quitter l'île mais les monstres l'habitant l'en empêchent. Après avoir reçu l'autre journal qui relate l'action de Luffy et de Rayleigh à Marine Ford, il décide de rester sur « l'île » deux ans comme convenu et de retrouver ses amis le moment venu, une fois qu'il se sera entraîné avec Héraclès.